# Liste der Bodendenkmale in Liepe (Barnim)
Die Liste der Bodendenkmale in Liepe enthält alle Bodendenkmale der brandenburgischen Gemeinde Liepe und ihrer Ortsteile auf der Grundlage der Landesdenkmalliste vom 31. Dezember 2021.
Die Baudenkmale sind in der Liste der Baudenkmale in Liepe aufgeführt.
| Gemarkung               | Flur       | Kurzansprache                                                                     | Bodendenkmalnummer | Bemerkung | Bild |
| ----------------------- | ---------- | --------------------------------------------------------------------------------- | ------------------ | --------- | ---- |
| Liepe (Lage)            | 1          | Gräberfeld Neolithikum                                                            | 40284              |           |      |
| Liepe (Lage)            | 1, 5       | Gräberfeld Neolithikum, Siedlung Neolithikum                                      | 40286              |           |      |
| Liepe (Lage)            | 1          | Siedlung Urgeschichte                                                             | 40287              |           |      |
| Liepe (Lage)            | 1          | Siedlung Urgeschichte, Siedlung Eisenzeit                                         | 40288              |           |      |
| Liepe (Lage)            | 1          | Gräberfeld Eisenzeit                                                              | 40289              |           |      |
| Liepe (Lage)            | 1          | Siedlung Urgeschichte                                                             | 40290              |           |      |
| Liepe (Lage)            | 1          | Siedlung Urgeschichte                                                             | 40291              |           |      |
| Liepe (Lage)            | 5          | Siedlung Steinzeit, Siedlung slawisches Mittelalter                               | 40292              |           |      |
| Liepe (Lage)            | 5          | Siedlung Steinzeit, Siedlung römische Kaiserzeit, Siedlung slawisches Mittelalter | 40293              |           |      |
| Liepe (Lage)            | 1, 2, 3, 5 | Dorfkern deutsches Mittelalter, Dorfkern Neuzeit                                  | 40294              |           |      |
| Liepe (Lage)            | 3          | Siedlung Neolithikum                                                              | 40295              |           |      |
| Liepe (Lage)            | 4, 5       | Siedlung Neolithikum                                                              | 40296              |           |      |
| Liepe (Lage)            | 1          | Siedlung Urgeschichte                                                             | 40297              |           |      |
| Liepe, Neuendorf (Lage) | 1, 3       | Gräberfeld Bronzezeit                                                             | 40285              |           |      |
| Liepe, Neuendorf (Lage) | 1, 3       | Gräberfeld Bronzezeit                                                             | 40349              |           |      |